# 中国人民武装警察部隊
中国人民武装警察部隊（ちゅうごくじんみんぶそうけいさつぶたい、簡体字中国語: 中国人民武装警察部队、英語: Chinese People's Armed Police Force）は、中華人民共和国の準軍事組織（国内軍ないし国家憲兵）として、国家の軍事力（武装力量）の一翼を担っている。中華人民共和国国内では略称の「武警」と呼ばれている。

## 歴史

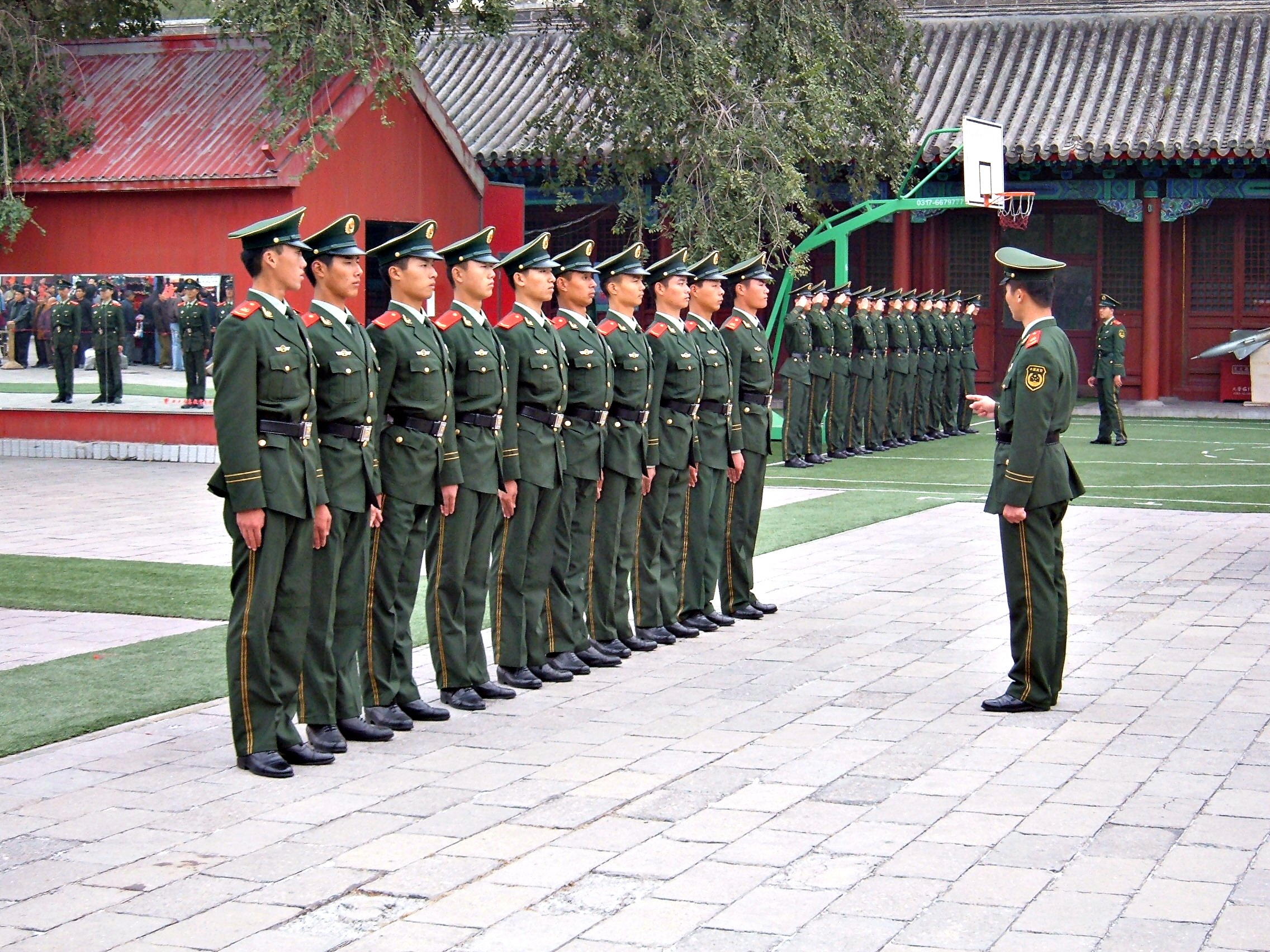
紫禁城を警備する武装警察: 点検の様子

武装警察の祖となるのが、1949年9月29日の中国人民政治協商会議共同綱領で規定された「人民公安部隊」である。国共内戦の戦闘終結後には、人民解放軍の将兵17万名が公安部隊に移管されることになり、1950年11月には、華北野戦軍第20兵団の司令部を基幹として公安司令部が設置された。12月以降、地方公安部隊の指揮・管理・教育は大軍区の公安司令部が行うこととされたが、31万名以上の部隊の指揮が各大軍区に分散されているために多くの不合理があった。このため、1951年9月、人民革命軍事委員会は全国の部隊を「人民解放軍公安部隊」として統合再編することを決定した。
その後、朝鮮戦争の終結に伴う軍縮の一環として、64万2,000名を数えた公安部隊も、1953年までに約10万名を削減した。そして軍縮に続く軍近代化・再編の一環として、1955年7月には、「人民解放軍公安軍」に改称されて人民解放軍の一軍種として位置づけられた。この際に、各県の公安部隊を「人民武装警察」として地方公安機関に移管し、一般警察部門と集団警備力の分化が図られた。しかし1956年9月の第8回党大会で国防費・行政費の支出削減が急務とされたことから、1957年9月より、公安軍司令部は解放軍総参謀部警備部として縮小再編され、部隊も旧称の「人民解放軍公安部隊」に復した。
国防費削減を受けた軍組織のスリム化に伴い、1959年1月には地方公安機関の指導下で「中国人民武装警察部隊」が設立され、武装警察は公安部の指揮下となった。しかし軍の影響下からも脱却できず、武装警察の特徴となる二重支配の端緒となった。また1963年には、人口に膾炙していた「公安部隊」の名称が復活し、「中国人民公安部隊」となった。だが、1966年に文化大革命が始まると人民解放軍に統合され、人民公安部隊は一旦消滅した。
しかし、文化大革命の熱気が収束していくにつれて統合による弊害が認識されるようになり、軍分区県市中隊が公安部門の指揮下に戻り、「人民武装警察」を称するようになった。復権した鄧小平の改革の一環として、1982年6月に「中国人民武装警察部隊」の再設置が決定された。1983年4月5日には、内部部局として、中央軍事委員会の隷下に武警総部が設置された。武装警察は国務院と中央軍事委員会から二重の指揮を受けていたが、2018年1月に中央軍事委員会に一元化された。
以前は警察の資格を持った軍人であるが、指揮系統の統一によって完全に軍事化した。

## 編制

### 改革前（～2018年）

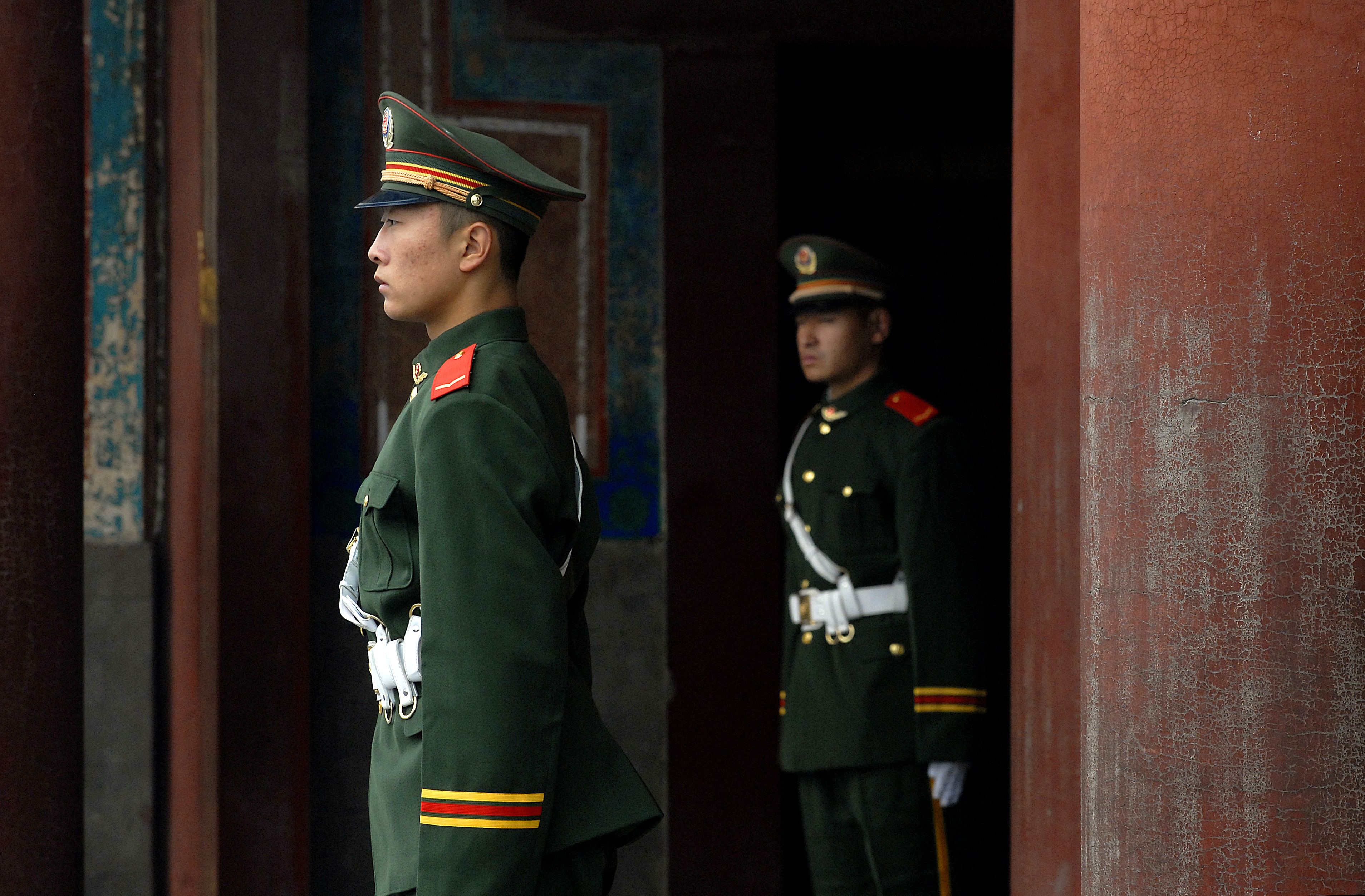
故宮博物院を警備する武装警察

2006年国防白書で、実施部隊は下記の3系統に大別された。
内衛部隊
武警の主力となる治安部隊であり、武警総部の直轄下の集団警備力。省級行政区ごとに「総隊」として編成され、地元公安当局と連携する機動隊に当たる局地警備部隊と、武警総部により一括指揮される国内軍としての「機動師団」がある。
警種部隊
建設工兵・施設警察部隊であり、武警総部の指導管理を受けつつ、2018年までそれぞれが関係する国務院部門の指揮を受けていた。
公安現役部隊
国家憲兵・国境警備隊であり、一部の部隊管理を除いて、2018年まで原則的には公安部の指揮下にあった。

#### 武警総部
武装警察の司令部となる武警総部は北京市に所在しており、内部部局として司令部、政治部、後勤部、装備部が配されている。
国家中央軍事委員会の指揮下にある。従来、第一政治委員は公安部長の兼務となっており、これにより公安部からの指導を受ける体制となっていた。その後、2017年12月の党中央委員会の決定により、武装警察は国務院の系列から外れ、中央軍事委員会に一本化されることになった。

#### 内衛部隊
武警総部の直轄指揮を受けており、主として集団警備力として運用される。

##### 特殊警察部隊
1977年のルフトハンザ航空181便ハイジャック事件や1980年の駐英イラン大使館占拠事件を受けて、公安部は1982年にハイジャック対策部隊（地面反劫机特种警察部队）を編成して対テロ作戦に着手した。この部隊は、1983年に武装警察に隷属替えされたのち、1985年には特殊警察学院として改編されて、対テロ作戦の研究教育機関としての役割を帯びるようになった。ただしその後も、実働にあたる特殊部隊（隼突撃隊）としての役割も兼ね備えている。
また、それぞれの地域で発生した凶悪犯罪に対処するため、局地警備部隊の総隊ないし支隊ごとに、SWAT部隊である特勤部隊が設置されている。都市部では、武装警察ではない人民警察（公安民警）の特殊警察部隊（公安特警）が担当することが多いが、首都である北京市では、北京市公安局の特警部隊（藍剣突撃隊）とは別に、武装警察の北京市総隊でも、特殊部隊として第13支隊第3特殊任務大隊（雪豹突撃隊）を編成した。また首都圏ともされる河北省でも天剣突撃隊が編成されており、雪豹突撃隊や天剣突撃隊は「特殊部隊オリンピック」とも呼ばれているAnnual Warrior Competitionで優勝するなど中国の特殊部隊では最精鋭の部類とされる。
海警総隊深圳海警局の特殊任務部隊(海上特勤隊)は、創設時に香港警察のSDUから指導を受けており、その後もSDUと交流がある。

##### 局地警備部隊
省級行政区（省・直轄市・自治区および新疆生産建設兵団）ごとに計32個総隊が設置されている。総隊長は武警少将又は武警大校、総隊第一政治委員は各行政区の現地政府公安庁（局）長が兼任する。また下級結節として、地級行政区（地区・副省級市・地級市・自治州）ごとに支隊が、その下には県級行政区（県・県級市）ごとに大隊ないし中隊が設置されており、こちらも各行政区の現地政府公安処（局）の指導を受ける。
空港や橋梁など重要防護施設や都市の武装警邏、民生支援および災害派遣を任務とし、戦時には軍の支援にあたる。なお近年まで、文民警察たる人民警察の警官の武装はおおむね凶悪犯の検挙時などに限られており、警備警察的事案で武装要員による対応が必要になった場合は武警が対応していた。

##### 機動運用部隊
1997年から1999年にかけて、人民解放軍の兵員削減に伴い、14個師団が部隊編成を保ったままで武警総部の隷下に移行して、「機動師団」となった。国内軍としての性格が強く、組織・装備・訓練は人民解放軍の歩兵師団と同様である。
- 瀋陽軍区
  - 武装警察第117師団（8610部隊）：遼寧省盤錦市[5]
  - 武装警察第120師団（8620部隊）：遼寧省興城市[5]
- 北京軍区
  - 武装警察第81師団（8630部隊）：天津市[5]
  - 武装警察第114師団（8640部隊）：河北省定州市[5]
  - 武装警察第187師団（8650部隊）：山西省晋中市楡次区[5]
- 蘭州軍区
  - 武装警察第7師団（8660部隊）：新疆ウイグル自治区イリ・カザフ自治州[5]
  - 武装警察第63師団（8670部隊）：甘粛省平涼市[5]
- 済南軍区
  - 武装警察第128師団（8680部隊）：河南省鞏義市[5]
- 南京軍区
  - 武装警察第2師団（8690部隊）：江蘇省宜興市[5]
  - 武装警察第93師団（8710部隊）：福建省莆田市[5]
  - 武装警察第181師団（8720部隊）：江蘇省無錫市[5]
- 広州軍区
  - 武装警察第126師団（8730部隊）：広東省花都市[5]
- 成都軍区
  - 武装警察第38師団（8740部隊）：四川省南充市[5]
  - 武装警察第41師団（8750部隊）：雲南省蒙自市[5]

#### 警種部隊
建設工兵にあたる基本建設工程兵を起源として、資源・インフラストラクチャーの開発および施設警備にあたる部隊であり、武警総部の指導管理を受けつつ、2018年まで国務院の関係部門の指揮を受けていた。

##### 黄金総隊
国土資源部の指揮下に、金鉱の地質調査や発掘にあたる。
- 黄金指揮部（北京市）
- 黄金第1総隊（黒竜江省ハルビン市）
- 黄金第2総隊（河北省廊坊市）
- 黄金第3総隊（四川省成都市）

##### 森林総隊
国家林業局の指揮下に、森林火災対策および森林資源保護にあたる。また森林防火に関する中央指導機関として2006年に設置された国家森林防火指揮部の指導下にもある。
1988年に黒竜江省、吉林省および内モンゴル自治区の武装森林警察を編入して設置された。森林指揮部のもと、遼寧省、吉林省、黒竜江省、内モンゴル自治区、雲南省、四川省、福建省、甘粛省、チベット自治区および新疆ウイグル自治区に森林総隊が設置されている。

##### 水電総隊
水利部の指揮下に、大規模ダムや水利施設の建設にあたる。
- 水電指揮部（北京市）
- 水電第1総隊（広西チワン族自治区隆林各族自治県）
- 水電第2総隊（河西省新余市）
- 水電第3総隊（四川省成都市）

##### 交通総隊
交通運輸部の指揮下に、通常は道路の建設・維持にあたる。
- 交通指揮部（北京市）
- 交通第1総隊（四川省成都市）
- 交通第2総隊（新疆ウイグル自治区ウルムチ市）
- 交通第3総隊（北京市）

#### 公安現役部隊
公安現役部隊は、司法警察権を与えられた国家憲兵にあたる部隊として、原則的には公安部の指揮下にあり、軍政および後方支援部門のみ武警総部の指導を受けている。

##### 辺防部隊
公安辺防部隊は国境警備隊であり、公安部4局（辺防管理局）の指揮下にある。国境地帯の警備や密貿易の取り締まり、入国管理（中国語では「辺境検査」）業務を行っている。沿岸部の総隊には沿岸警備隊にあたる海警部隊が編成されていたが、2013年3月の機構改革で、国家海洋局傘下の中国海警局として統合運用されることになった。

##### 消防部隊
公安消防部隊は消防・防災組織であり、公安部7局（消防局）の指揮下にある。
中国では多様な消防組織が並立して活動しているが、公安消防部隊はその中でも中核的な役割を果たすものとされている。編制は内衛部隊の局地警備部隊と同様で、省級行政区ごとに公安消防総隊が、また地級行政区ごとに支隊が、県級行政区ごとに大隊・中隊が設置されている。

##### 警衛部隊
公安警衛部隊は要人警護部門であり、公安部8局（警衛局）の指揮下にある。党・政府の要人および海外要人の警護を任務としており、実質的に国務院弁公庁警衛処と同一組織とされている。なお党中央委員会施設および政治局常務委員の警護については、公安部9局（党中央弁公庁警衛局）が担当している。

#### 教育施設
- 武警指揮学院：天津
- 武警工程学院：西安
- 武警医学院：天津
- 武警特警学院：北京
- 武警学院：河北廊坊
- 公安海警高等専科学校：浙江寧波

### 改革後（2018年～）
2018年の国防・軍隊改革の深化により、武警部隊の組織が内衛総隊・機動総隊・海警総隊の三つの総隊及び学校・科学研究機関などの機関に再編した。

#### 内衛総隊
- 中国人民武装警察部隊北京市総隊
- 中国人民武装警察部隊上海市総隊
- 中国人民武装警察部隊天津市総隊
- 中国人民武装警察部隊重慶市総隊
- 中国人民武装警察部隊河北省総隊
- 中国人民武装警察部隊山西省総隊
- 中国人民武装警察部隊吉林省総隊
- 中国人民武装警察部隊遼寧省総隊
- 中国人民武装警察部隊黒竜江省総隊
- 中国人民武装警察部隊陝西省総隊
- 中国人民武装警察部隊甘粛省総隊
- 中国人民武装警察部隊青海省総隊
- 中国人民武装警察部隊山東省総隊
- 中国人民武装警察部隊福建省総隊
- 中国人民武装警察部隊浙江省総隊
- 中国人民武装警察部隊河南省総隊
- 中国人民武装警察部隊湖北省総隊
- 中国人民武装警察部隊湖南省総隊
- 中国人民武装警察部隊江西省総隊
- 中国人民武装警察部隊江蘇省総隊
- 中国人民武装警察部隊安徽省総隊
- 中国人民武装警察部隊広東省総隊
- 中国人民武装警察部隊海南省総隊
- 中国人民武装警察部隊四川省総隊
- 中国人民武装警察部隊貴州省総隊
- 中国人民武装警察部隊雲南省総隊
- 中国人民武装警察部隊内モンゴル自治区総隊
- 中国人民武装警察部隊新疆ウイグル自治区総隊
- 中国人民武装警察部隊寧夏回族自治区総隊
- 中国人民武装警察部隊広西チワン族自治区総隊
- 中国人民武装警察部隊チベット自治区総隊
- 中国人民武装警察部隊新疆生産建設兵団総隊

#### 機動総隊
- 中国人民武装警察部隊第一機動総隊
- 中国人民武装警察部隊第二機動総隊

## 人員・装備

### 装備

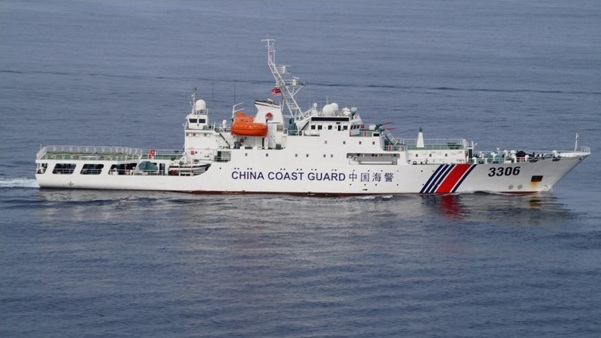
武警海警総隊所属の海警3306

武装警察は準軍事組織のため、制約の多い人民解放軍と異なり、国外から容易に最新装備の調達が可能であり、各国の文民警察機関との交流も盛んであるため、その装備・訓練は欧米や日本からの影響を強く受けている。
特に内衛部隊の装備は非常に充実しており、一般的な暴動鎮圧用装備としての盾・棍棒・電気警棒・催涙弾・ゴム弾・放水銃といった非致死性兵器のほかに、武装した暴徒やテロリストを制圧するための各種火器や装甲兵員輸送車などの大型装備も有している。航空機からのエアボーン（空挺）やヘリボーンなども行われており、相手がかなりの重武装あるいは大規模暴動であったとしても、これを余裕を持って鎮圧できるだけの装備を有し、チベットや新疆などでの暴動鎮圧やテロリスト制圧を通じて豊富な実戦経験を積んでいる。
武装警察は中国海警局の海警部隊を引き継いでからは退役した駆逐艦やフリゲートなどを改造した艦艇も保有している。
武装警察は外国のメディア報道では人民解放軍と混同されることが多いが、ワッペンや階級章が独自のデザインとなっている点、また制帽・制服・盾などに二本の黄線が入る点が人民解放軍と異なる。
人民武装警察部隊所属の自動車には専用のナンバープレートがついており、赤字でWJ等と数字やアルファベットで所属部隊や省等がわかるようになっている。

### 階級
現行の階級（警衔）制度は、人民解放軍と同様に1988年から実施されている。1998年に下士官の階級呼称の全面的変更などの制度改正が行われている。
呼称は、人民解放軍の階級の前に「武警」を冠する。正軍（少将）級以下の補職は、人民解放軍に準じる。
- 警官（警官）
  - 将官（将官）
    - 武警上将
武警部隊司令員、政治委員
    - 武警中将
武警部隊司令員、副司令員、政治委員、副政治委員
    - 武警少将

  - 佐官（校官）
    - 武警大校
    - 武警上校
    - 武警中校
    - 武警少校

  - 尉官（尉官）
    - 武警上尉
    - 武警中尉
    - 武警少尉
- 下士官・兵（士兵）
  - 下士官（士官）
    - 武警一级警士长
    - 武警二级警士长
    - 武警三级警士长
    - 武警四级警士长
    - 武警上士
    - 武警中士
    - 武警下士

  - 兵（兵）
    - 武警上等兵
    - 武警列兵